# Ореанда-Исар
Ореанда-Исар — развалины укрепления X—XIII века (по другим данным VIII—XV века), расположенные на горе Крестовая в Нижней Ореанде (Большая Ялта) на Южном берегу Крыма. Решениями Крымского облисполкома № 595 от 5 сентября 1969 года и № 16 от 15 января 1980 года (учётный № 488) укрепление «Ореанда-Исар» VIII—XV века было объявлено историческим памятником регионального значения.

## Описание

План укрепления Ореанда-Исар 1968 года из книги Льва Фирсова «Исары — Очерки истории средневековых крепостей Южного берега Крыма».

Укрепление расположено на куполообразной вершине горы высотой 204 м, с северо-востока, востока и юго-востока ограниченной скальным обрывом, так же крут южный склон, заваленный обломками скал. Длина периметра исара 380 м, из них 240 м были защищены стенами из бута на глиняном (кое-где известковом) растворе (толщина стен 2—3 м, сохранились на высоту до 2,5 м), остальное — крутые обрывы, возможный проход через кулуары которых перекрывался невысокими каменными стенами. Размеры крепости 100 на 85 м (примерно 0,52 гектара). Въезд (ворота) находился в северной стене, к которому подходила колёсная дорога, за воротами проходившая между двух стен (оборонительный тамбур — протейхизма площадью 100 м²) и заканчивающаяся у вторых ворот крепости шириной 2 м. От ворот к основному поселению вёл довольно крутой 30-ти метровый подъём, также защищённый протейхизмой (туда же вела лестница от калитки в протейхизме у первых ворот) — оборонительная система крепости была подобной прочим исарам Южного берега. У стен крепости были обнаружены хозяйственное помещение с пифосами (кладовая?), остатки часовни, плитовые могилы, устроенные, возможно, уже после разрушения стен (не ранее XIII века). Крепостные стены исара возводились дважды: первые, из крупных («громадных») известняковых глыб, вероятно в VI—VIII веке и защищали поселение, погибшее в пожаре X века; на их остатках в XI веке были возведены новые, из более мелкого бута, просуществовавшие до XIII века. Небольшие жилые здания («хибарки») располагались на выровненных и расчищенных до скалы площадках (более 30 штук), без всякого порядка, между домами — улочки не более метра шириной. Всего, по расчётам историков, в поселении могло проживать 200—300 человек, признаков имущественного расслоения жителей обнаружено не было. На самой высокой точке горы раскопан фундамент здания размерами 8 на 13 м, предположительно — церкви. Считается, что укрепление располагалось у древней дороги из Гаспры в Ливадию и могло выполнять контролирующие функции.

## История изучения
Первое сообщение о руинах оставил Пётр Симон Паллас. Пётр Кеппен в книге «О древностях южнаго берега Крыма и гор Таврических» 1837 года фактически, пересказывает сообщение Палласа. Н. Л. Эрнст в книге «Социалистическая реконструкция Южного берега Крыма» 1935 года называл памятник «греко-готской крепостью Ургенда-Исар» с остатками стен и видимыми развалинами построек внутри, упоминал Н. И. Репников в «Археологической карте Южного берега Крыма» 1933 года, В. Н. Дьяков в работе 1942 года относил исар к римскому времени. Подробный отчёт о разведочных раскопках 1968 года, проведённых О. И. Домбровским, Е. А. Паршиной и Ю. М. Скобелевым содержится в отчёте Скобелева «Археологическая разведка на г. Крестовой в Верхней Ореанде». Обобщающие выводы по роведённым раскопкам были изложены статьях Олега Домбровского «Средневековые поселения и „Исары“ Крымского Южнобережья» 1974 года из сборника «Феодальная Таврика» и Л. В. Фирсова «Ореанда — скалы и виноградники» в книге «Исары — Очерки истории средневековых крепостей Южного берега Крыма».